# Talmud Torà
Les Talmud Torà són unes escoles creades al món jueu, tant asquenazita com sefardita,
per donar educació primària als nens de famílies humils, per ensenyar als infants la llengua hebrea i les Escriptures, amb un enfocament especial cap al Pentateuc.

## Història
El Talmud Torà estava destinat a preparar els estudiants per anar a la ieixivà, o bé a una escola jueva secundària. S'inspira en el héder, una institució tradicional educativa jueva, sol ser finançat a través de donacions particulars.

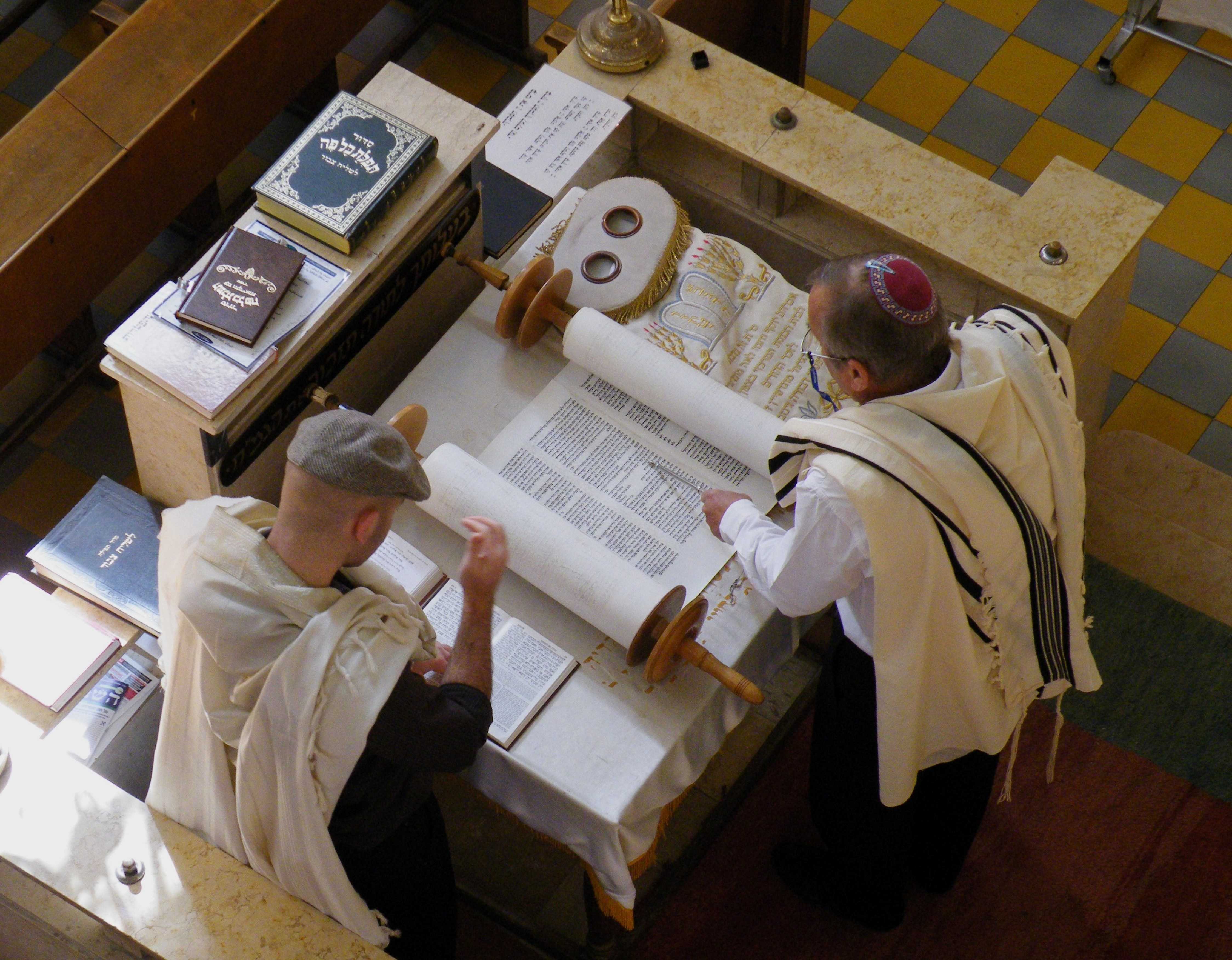
Jueus llegint la Torà

La institució coneguda com a 'Casa d'Estudi', troba les seves arrels en un decret d'Esdres i la Gran Assemblea, que va fer obrir una escola pública a Jerusalem per assegurar l'educació dels infants orfes, el gran sacerdot Yehoixua ben Gamla va establir llavors les escoles públiques en totes les ciutats i pobles per a tots els nens des de l'edat de sis o set anys. Els costos van ser sufragats per la comunitat, es va fixar el nombre d'estudiants en vint alumnes per professor.
El Talmud Torà tenia la intenció d'instruir l'estudiant en la Llei de Moisès i la literatura rabínica, la lectura d'oracions, benediccions i en els principis pedagògics del judaisme que es van integrar al pla d'estudis. L'ensenyament dura tot el dia, i els mesos d'hivern, una part de la nit. Les classes se suspenen els divendres a la tarda i el dia anterior a un dia festiu del calendari jueu. No hi ha classes els dissabtes i els dies festius.

## Avui
Les escoles Talmud Torà segueixen existint a tot el món jueu. És més freqüent la incorporació a les escoles primàries de materials curriculars seculars juntament amb les ensenyances jueves, amb la finalitat de preparar 
els alumnes per a l'educació secundària. Avui en dia, les escoles són majoritàriament mixtes, se sol seguir una orientació tradicional de l'educació jueva, en comptes de corrents modernistes o progressistes que van sorgir al segle xx, com el judaisme reformista i conservador. Les escoles Talmud Torà, juntament amb la sinagoga, ofereixen una educació religiosa als nens jueus d'arreu del món.